# Zazár
Zazár (románul: Săsar) falu Romániában, Máramaros megyében.

## Fekvése
Máramaros megyében, Nagybányától 5 km-re nyugatra, Lénárdfalva és Miszmogyorós szomszédságában, a Lápos folyó bal oldali mellékvizének, a Zazar folyónak bal partján fekvő település.

## Nevének eredete
Nevét a valószínűleg szláv eredetű Nagy- és Kis-Zazar patakról kapta, melynek magyar jelentése Hólépatak.

## Története
A falut 1327-ben említette először oklevél Zazarbanya néven.
1347-ben Zazar Banya, Zazurbanya, 1410-ben Zazar, 1475-ben Zazaar, 1808-ban Szaszár, 1888-ban Szaszar, Zazar néven írták.
1400-ban Zazart Zsigmond király vámjával és Tótfalut is 1000 arany forintért Kusalyi Jakcs György tárnokmesternek és István nevű testvérének adta zálogba, majd 1410-ben Albisi Márton fia Dávid volt zólyomi ispánnak, a Zólyomi család ősének adományozta vámjával együtt. A település ekkor tisztán magyar lakosságú volt.
1411-ben az akkor Szolnok vármegyéhez tartozó birtokon a király minden év július 13-án, Szent Margit napján évi országos-, minden szombati napon pedig hetivásár tartását engedélyezte a királyi szabad városok, falvak szabadságával.
1348-ban a kővári várhoz tartozó erdők ügyében kiegyeztek a Zólyom család tagjai: Zólyomi Dávid fia Tamás felesége Báthory Anna leánya Erzsébet Bélteki Sandrin fia Jánossal.
1475-ben már jelentős helység és vámhely, és a Zólyomy család birtoka, melyre ez év körül 62 forint évi adót vetettek ki.
1511-ben Kisvárday György kapta meg királyi adományozással.
1520-ban új adomány címén II. Lajos parancsára iktatják be a Zólyomiakat Zazár birtokába, mivel oklevelük a parasztfelkelés idején elveszett.
1570-ben a nagybányai uradalommal a szatmári váré volt, majd 1578-ban a békekötés alapján Báthory István lengyel királyé lett.
A 17. században a nagybányai uradalomhoz tartozott, a 18. században a Kornis családé lett.
A 18. század elejére az addig magyar lakosságú település megfogyatkozott, 1741-ben megszűnt református egyháza is. Templomát a beköltözött oláhok foglalták el, de helyette 1823-ban új templomot építettek maguknak.
A 20. század elején nagyobb birtokosa nem volt.
1910-ben 1180 lakosából 15 magyar, 1165 román volt. Ebből 1163 görögkatolikus, 13 izraelita volt.
A trianoni békeszerződés előtt Zazár Szatmár megyéhez és a Nagybányai járáshoz tartozott.
A 2002-es népszámláláskor 1884 lakosa közül 1868 fő (99,2%) román, 12 (0,6%) magyar, 2 (0,1%) német, 2 (0,1%) pedig ukrán volt.

## Nevezetességek
- Görögkatolikus temploma 1823-ban épült.